# Brentwood (Nova Iorque)
Modern Times foi uma colônia anarco-individualista utópica, iniciada em 21 de março de 1851 que continha de 700 a 800 acres de terra em Long Island, Nova York, por Josiah Warren e Stephen Pearl Andrews. Pelo contrato, todas as terras foram compradas e vendidas a um determinado custo, sendo 3 hectares (12.000 m²) o tamanho de lote máximo permitido. A comunidade se baseou na ideia de soberania e responsabilidade individual. Houve um entendimento de que não deveria haver nenhuma iniciação de agressão, deixando todos os indivíduos perseguirem seus próprios interesses como lhes convir. Todos os produtos do trabalho foram consideradas propriedade privada. A comunidade tinha uma moeda local privada, com base no intercâmbio de trabalho para o comércio de bens e serviços (ver Mutualismo). Toda a terra era propriedade privada, com excepção das vielas que foram inicialmente consideradas de propriedade comum, porém mais tarde convertidas em propriedade privada. Nenhum sistema de autoridade existia na colônia. Não havia tribunais, prisões, ou policiais, ainda não há relatos de qualquer problema com criminalidade ali existentes. Isso parece ter dado alguma credibilidade às teorias de Warren que a causa mais significativa da violência na sociedade era atrubuída às políticas e legislação que não permitiam a individualidade completa das pessoas e bens. No entanto, a população modesta da colônia pode ser considerada um importante fator sobre essa característica. A Guerra Civil, bem como uma infiltração gradual na comunidade por aqueles que não partilham a mesma filosofia libertária e econômica, é dito ter contribuído para a sua eventual dissolução. A localização da colônia é agora conhecida como Brentwood, Nova York. Quase todos os edifícios originais que existiam na Modern Times foram destruídos.